# パックマン&ギャラガ ディメンションズ
『パックマン&ギャラガ ディメンションズ』（PAC-MAN & Galaga DIMENSIONS）は、バンダイナムコゲームス（後のバンダイナムコエンターテインメント）より2011年6月23日に発売されたニンテンドー3DS用ゲームソフト。アメリカでは同年7月26日、ヨーロッパでは同年8月26日に発売。

## 概要
2010年に30周年を迎えたパックマンの新作『PAC-MAN TILT』（パックマン ティルト）、2011年に30周年を迎えたギャラガの新作『Galaga 3D IMPACT』（ギャラガ 3D インパクト）、パックマンとギャラガの旧作を収録している。
新作を除く4作品の下画面には16個のお題（アチーブメント）が表示される。アーケード版の移植は画面の両サイドに筐体を再現した装飾（3種類）が表示されるほか、画面に傾斜を付けることが出来る。

## 収録作品
- パックマン ティルト
- パックマン
- パックマン チャンピオンシップ エディション
- ギャラガ 3D インパクト
- ギャラガ
- ギャラガレギオンズ

### パックマン ティルト
3DS本体を傾けることでネオンサインのような背景で構成された世界を傾け、パックマンをゴールに導く。キャラクターデザインは前年のWii『パックマンパーティ』と同じ。2D表示ゲーム。

### ギャラガ 3D インパクト
『顔シューティング』同様の操作（3DS本体を傾けて移動）でギャラガ軍を撃退するファーストパーソン・シューティングゲーム。